# Chaetopappa
Chaetopappa là một chi thực vật có hoa trong họ Cúc (Asteraceae).

## Loài
Chi Chaetopappa gồm các loài: